# Myrmephytum selebicum
Myrmephytum selebicum là một loài thực vật có hoa trong họ Thiến thảo. Loài này được (Becc.) Becc. mô tả khoa học đầu tiên năm 1884.